# ケニア航空
ケニア航空（ケニヤこうくう、英語：Kenya Airways） は、ケニアの航空会社で、同国のフラッグ・キャリアである。

## 概要
設立以降は長らくケニア政府の管轄下にあったが、1996年の民営化後にはアフリカ初のフラッグキャリアとなった。
ケニア国内およびアフリカ大陸内の国際線を中心に就航している。2007年9月にスカイチームにアソシエート・メンバーとして加盟、2010年6月にフルメンバーとなった。2000年代に入り新塗装が導入され、機体に｢The Pride of Africa」と書かれている。
アフリカ大陸外にも豊富な国際線網を持っており、アジアでは、広州、バンコク、ムンバイ、ドバイなどへ、ヨーロッパではロンドン/ヒースロー、パリ/CDG、アムステルダムに就航しているが、日本からの自社便は就航していない。
航空券の座席予約システム（CRS）は、アマデウスITグループが運営するアマデウスを利用している
。

## 就航都市
※2019年現在

### アフリカ
- アビジャン
- アブジャ
- アクラ
- アディスアベバ
- アンタナナリボ
- バマコ
- バンギ
- ブランタイヤ
- ブラザヴィル
- ブジュンブラ
- ケープタウン
- コトヌー
- ダカール
- ダルエスサラーム
- ジブチ
- ドゥアラ
- ダーバン
- ザウジ
- エルドレット
- エンテベ
- フリータウン
- ハボローネ
- ハラレ
- ヨハネスブルグ
- ジュバ
- ハルツーム
- キガリ
- キリマンジャロ
- キンシャサ
- キスム
- ラゴス
- リロングウェ
- リビングストン
- ルアンダ
- ルブンバシ
- ルサカ
- ヴィクトリア
- マリンディ
- マプト
- モーリシャス
- モンバサ
- モンロビア
- モロニ
- ムワンザ
- ナンプラ
- ンドラ
- ワガドゥグー
- ペンバ
- ウィントフック
- ヤウンデ
- ザンジバル

### アジア
- アブダビ
- バンコク
- コロンボ
- デリー
- ドバイ
- ハノイ
- ジッダ
- ムンバイ
- 北京
- 広州
- 香港

### ヨーロッパ
- ロンドン
- パリ
- アムステルダム

## 保有機材

### 現在の保有機材

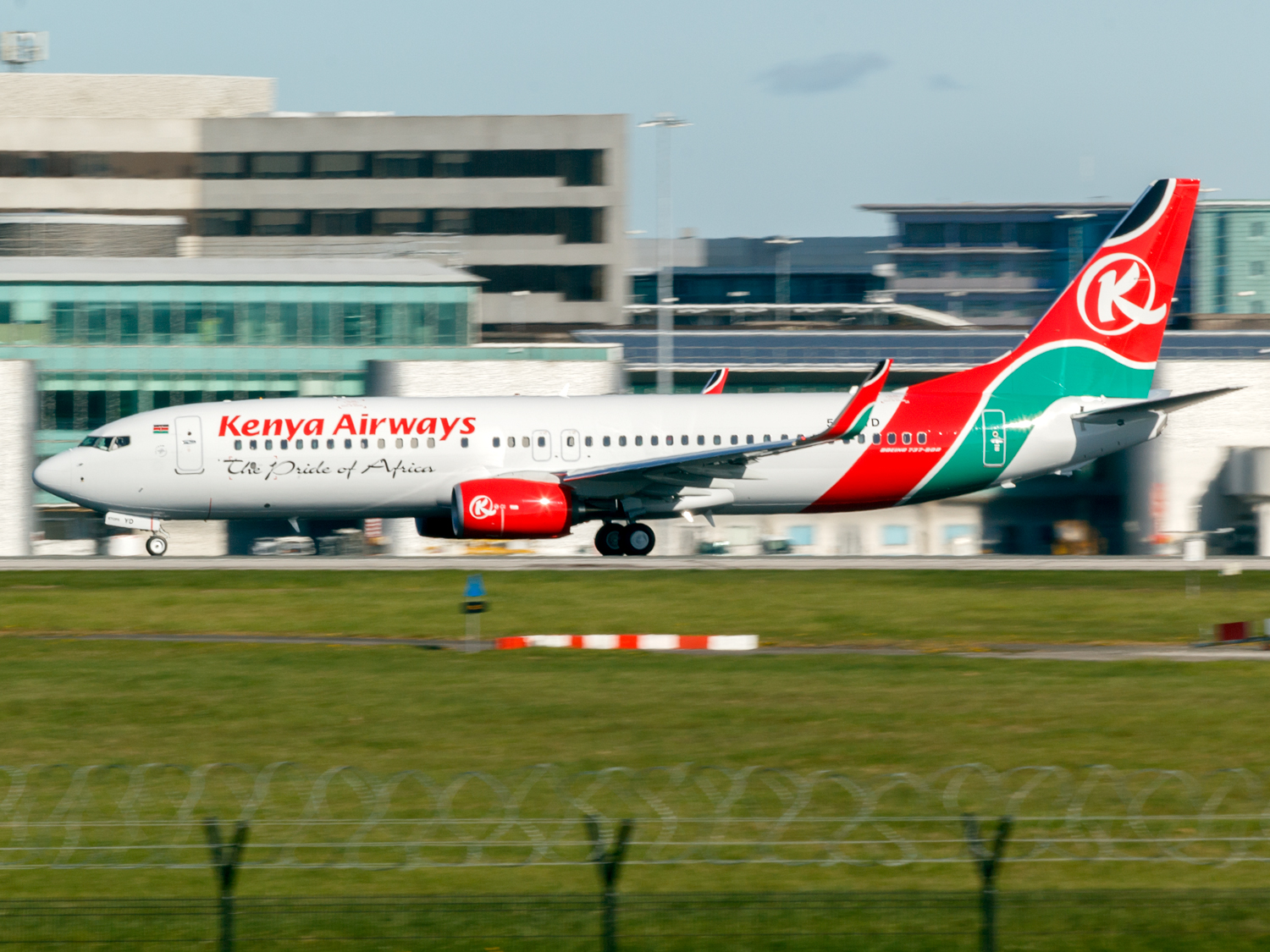
ボーイング737-800
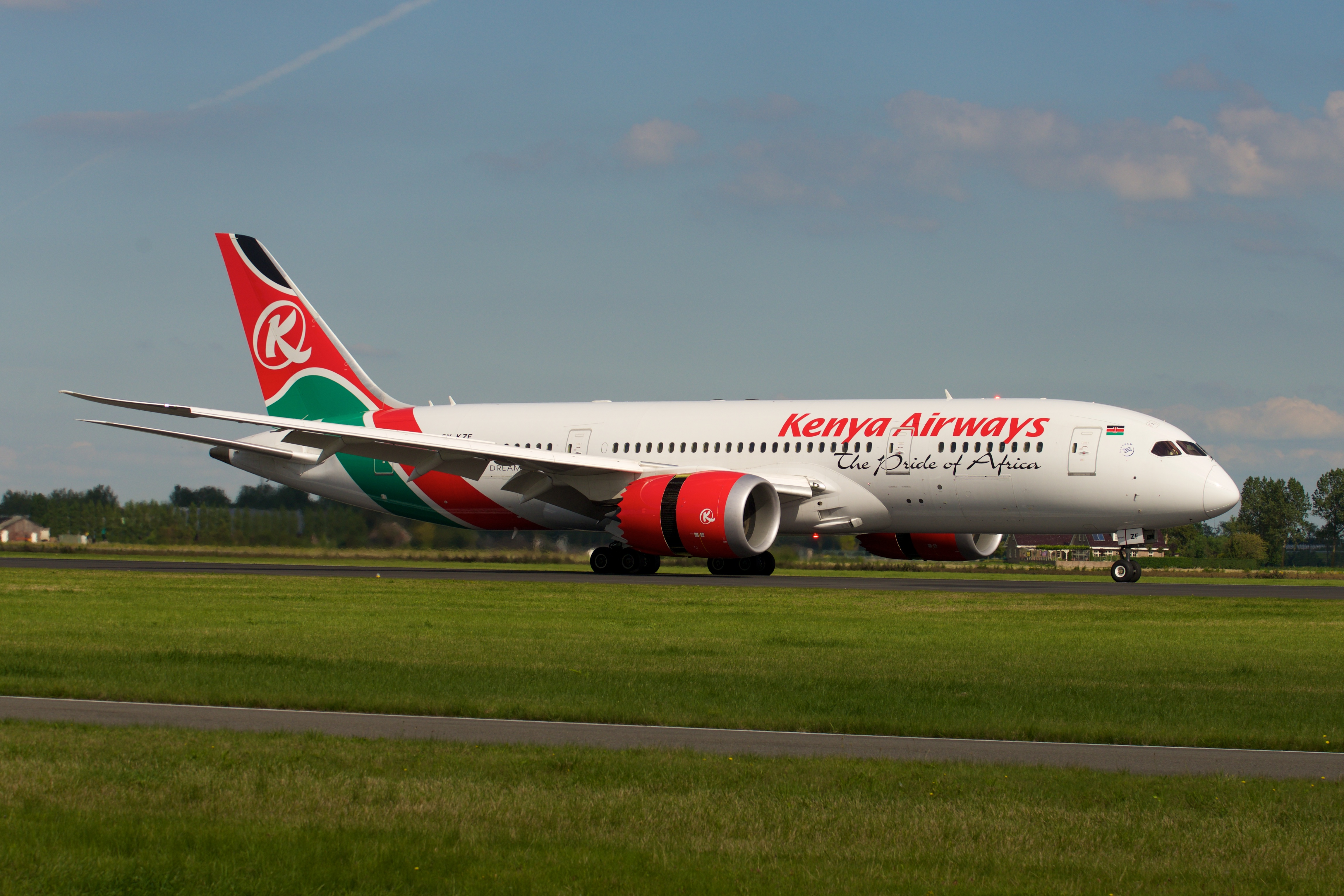
ボーイング787-8
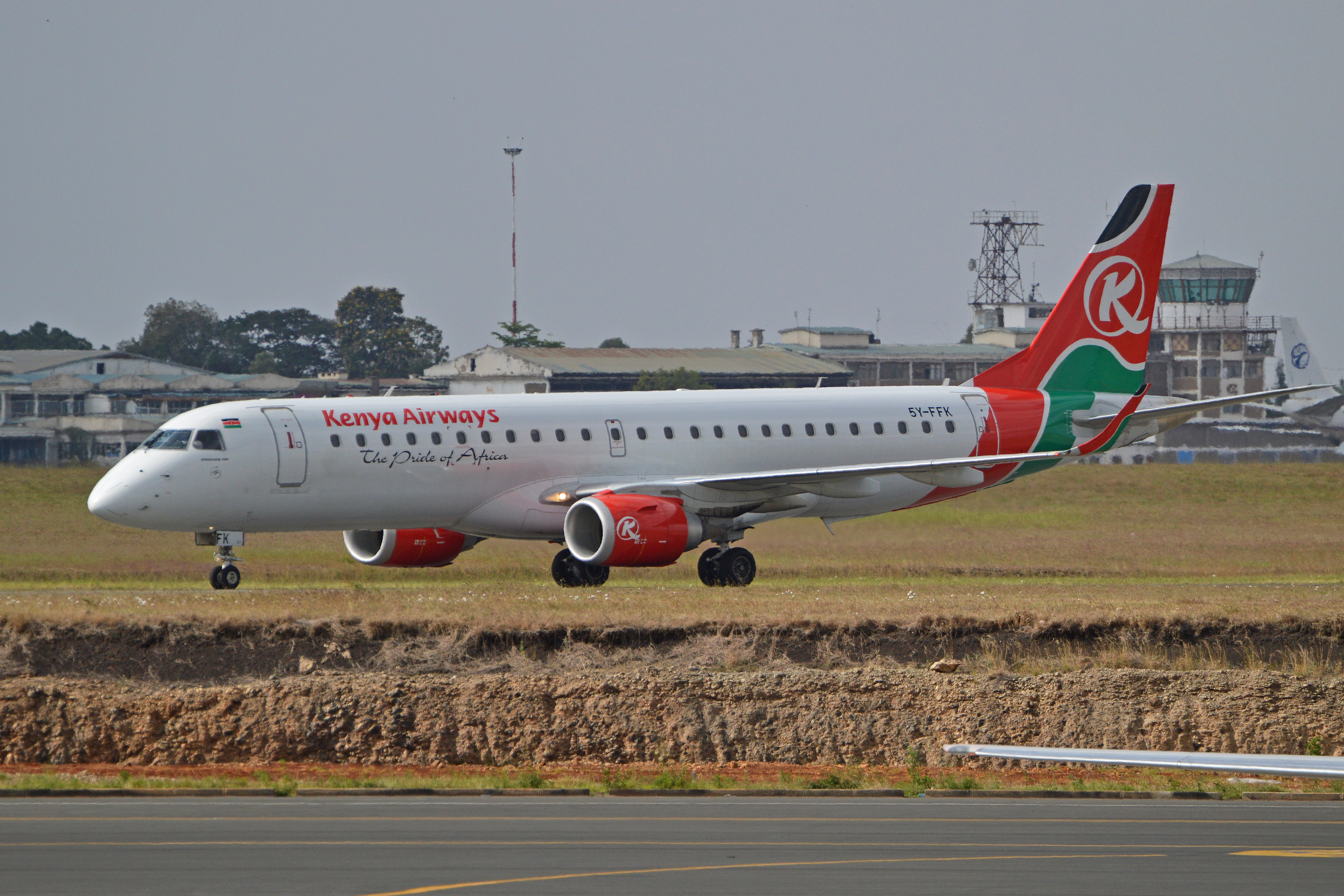
エンブラエル E190

| 機材                | 保有数 | 発注数 | 座席数 | 座席数 | 座席数 | 備考 |
| 機材                | 保有数 | 発注数 | C      | Y      | 計     | 備考 |
| ------------------- | ------ | ------ | ------ | ------ | ------ | ---- |
| ボーイング737-800   | 9      | -      | 16     | 129    | 145    |      |
| ボーイング787-8     | 9      | -      | 30     | 204    | 234    |      |
| エンブラエル E190   | 15     | -      | 12     | 84     | 96     |      |
| 貨物用機材          |        |        |        |        |        |      |
| ボーイング737-300SF | 2      | -      | 貨物   | 貨物   | 貨物   |      |
| ボーイング737-800SF | 2      | -      | 貨物   | 貨物   | 貨物   |      |
| 計                  | 37     | 0      |        |        |        |      |

- ボーイング737-800
- ボーイング787-8
- エンブラエル E190

### 退役した機材

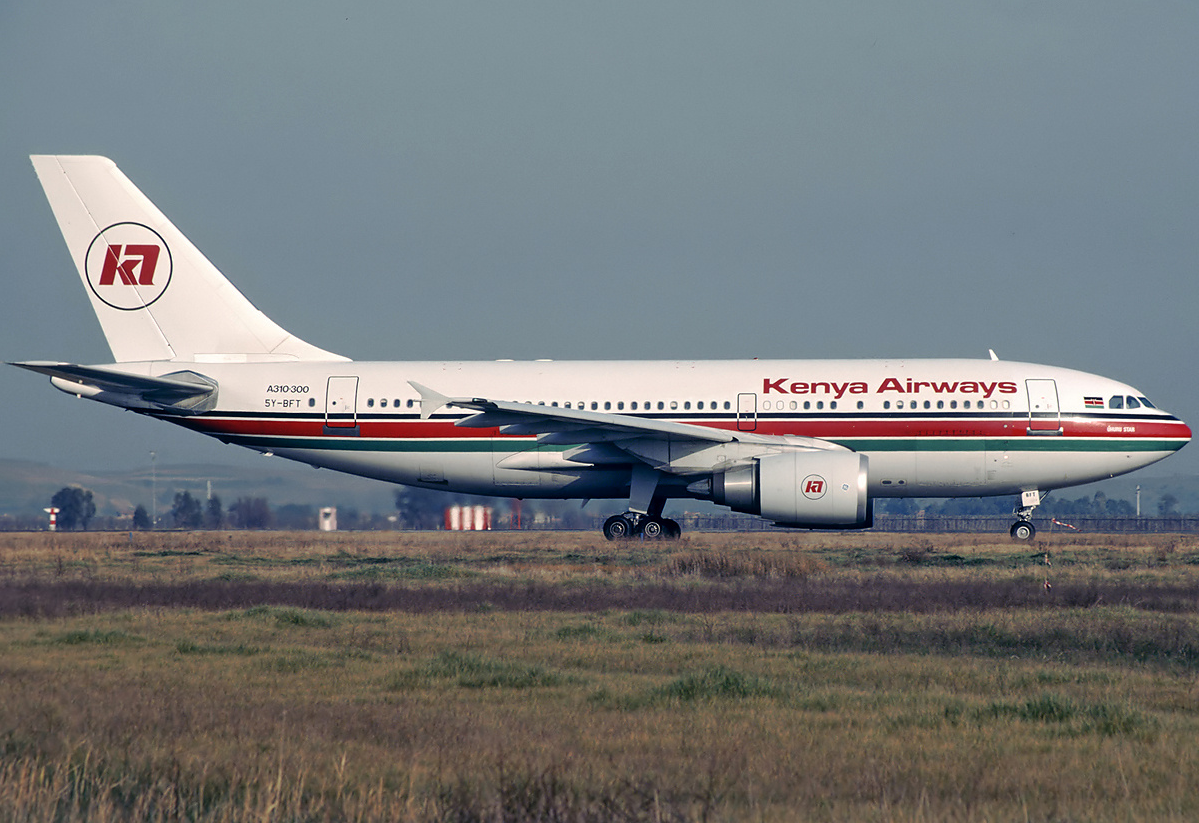
エアバスA310-200/300
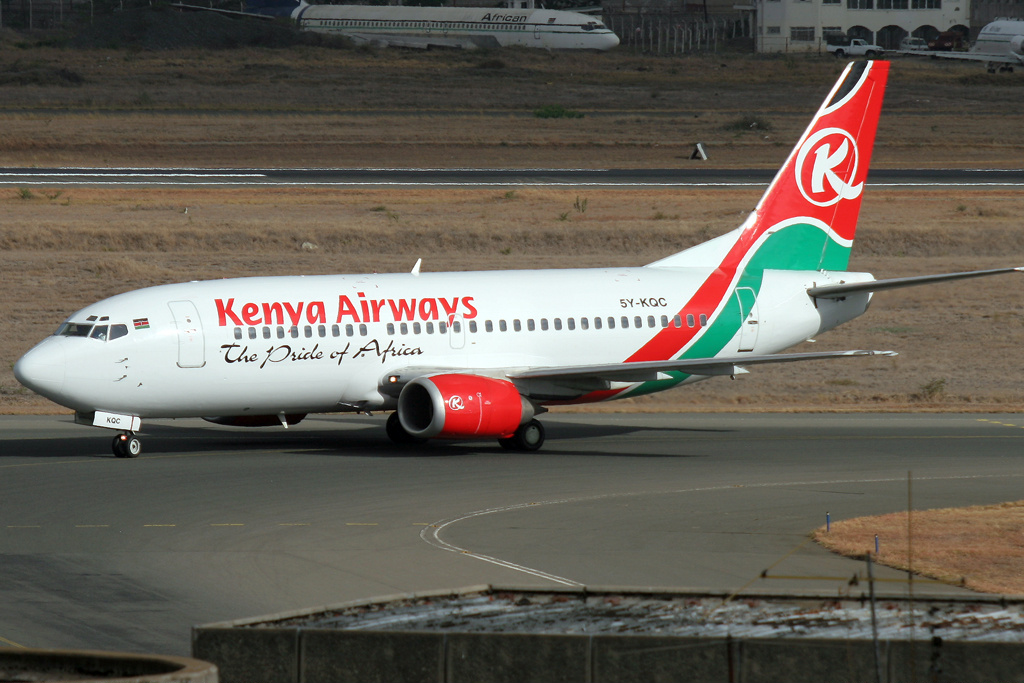
ボーイング707-320
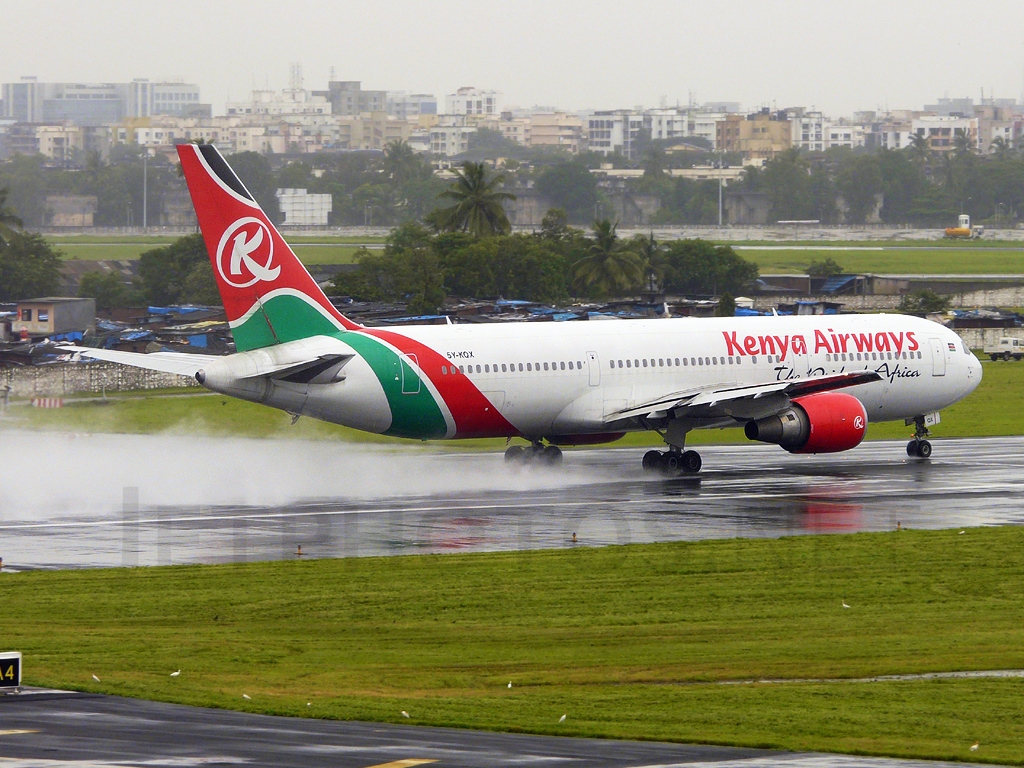
ボーイング720B
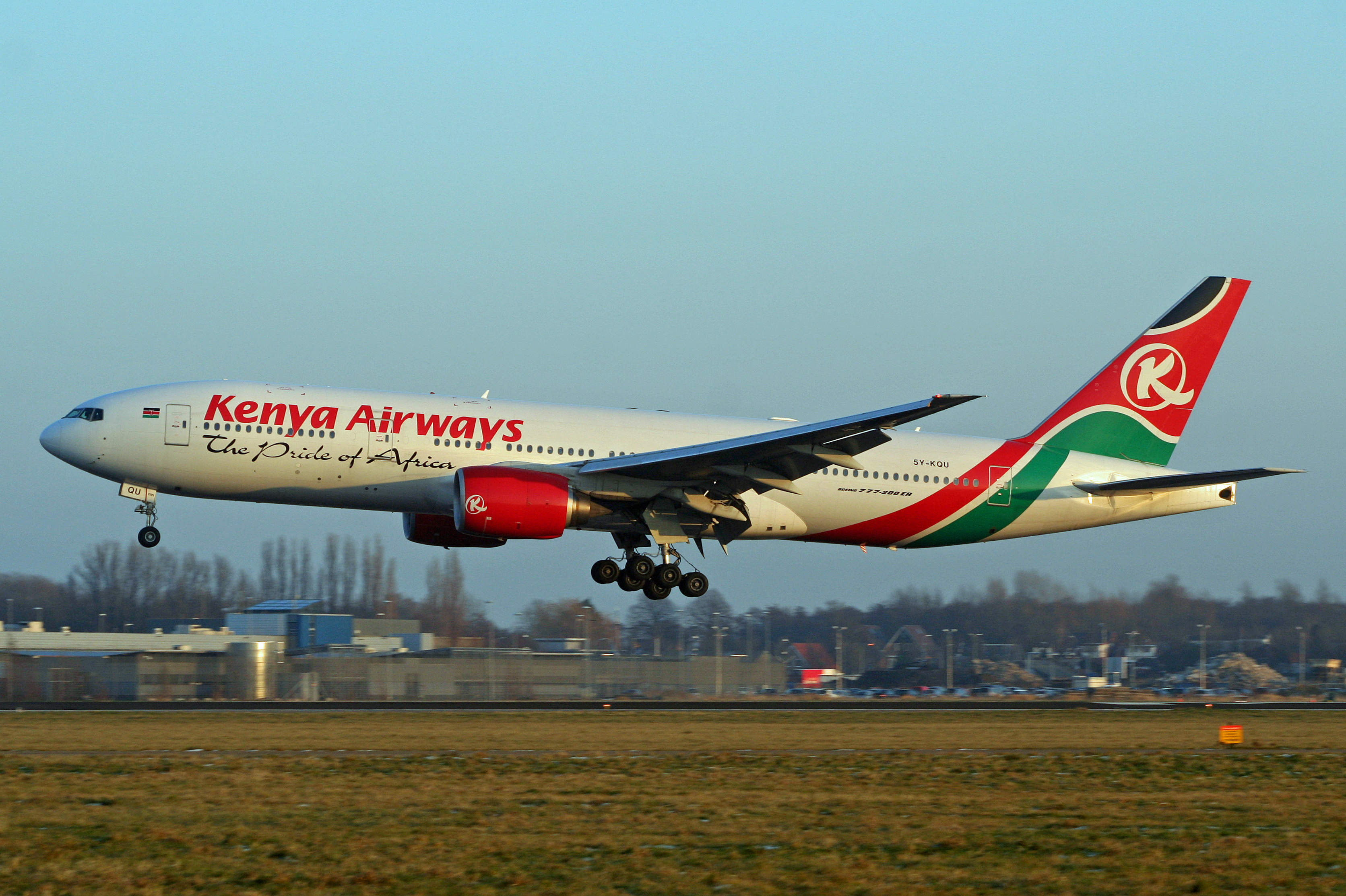
ボーイング737-200
- ボーイング737-300
- ボーイング737-700
- ボーイング747-100/200B
- ボーイング757-200
- ボーイング767-300/300ER
- ボーイング777-200ER/300ER
- ダグラス DC-8-71
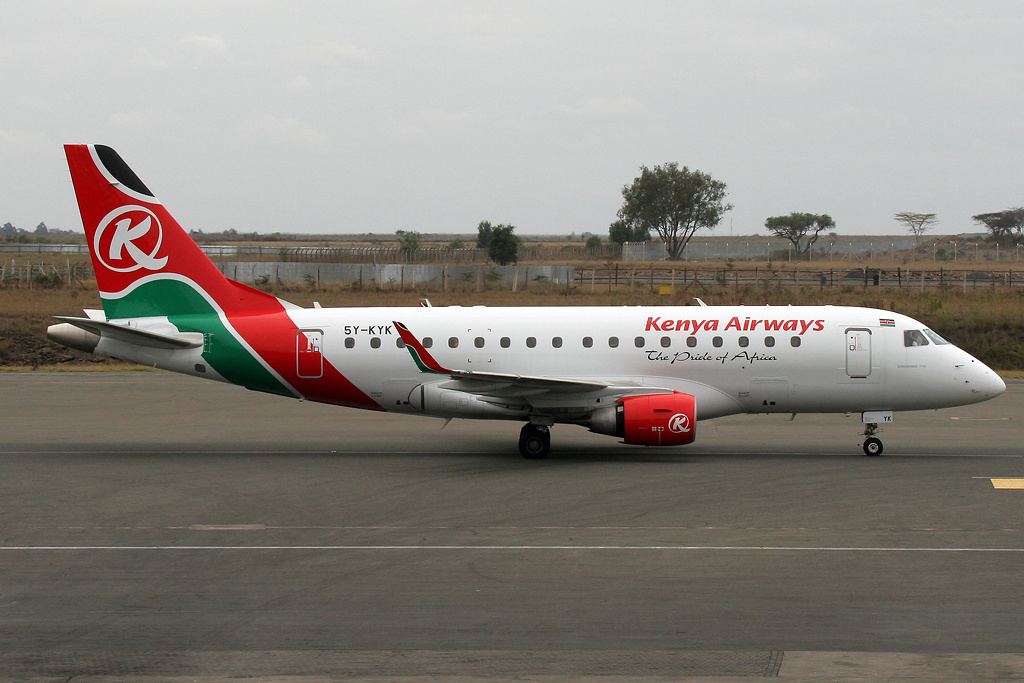
エンブラエル E170
- フォッカー 50
- ダグラス DC-9-32
- サーブ 340

- エアバスA310-300
- ボーイング737-300
- ボーイング767-300ER
- ボーイング777-200ER
- エンブラエル E170

## 航空事故

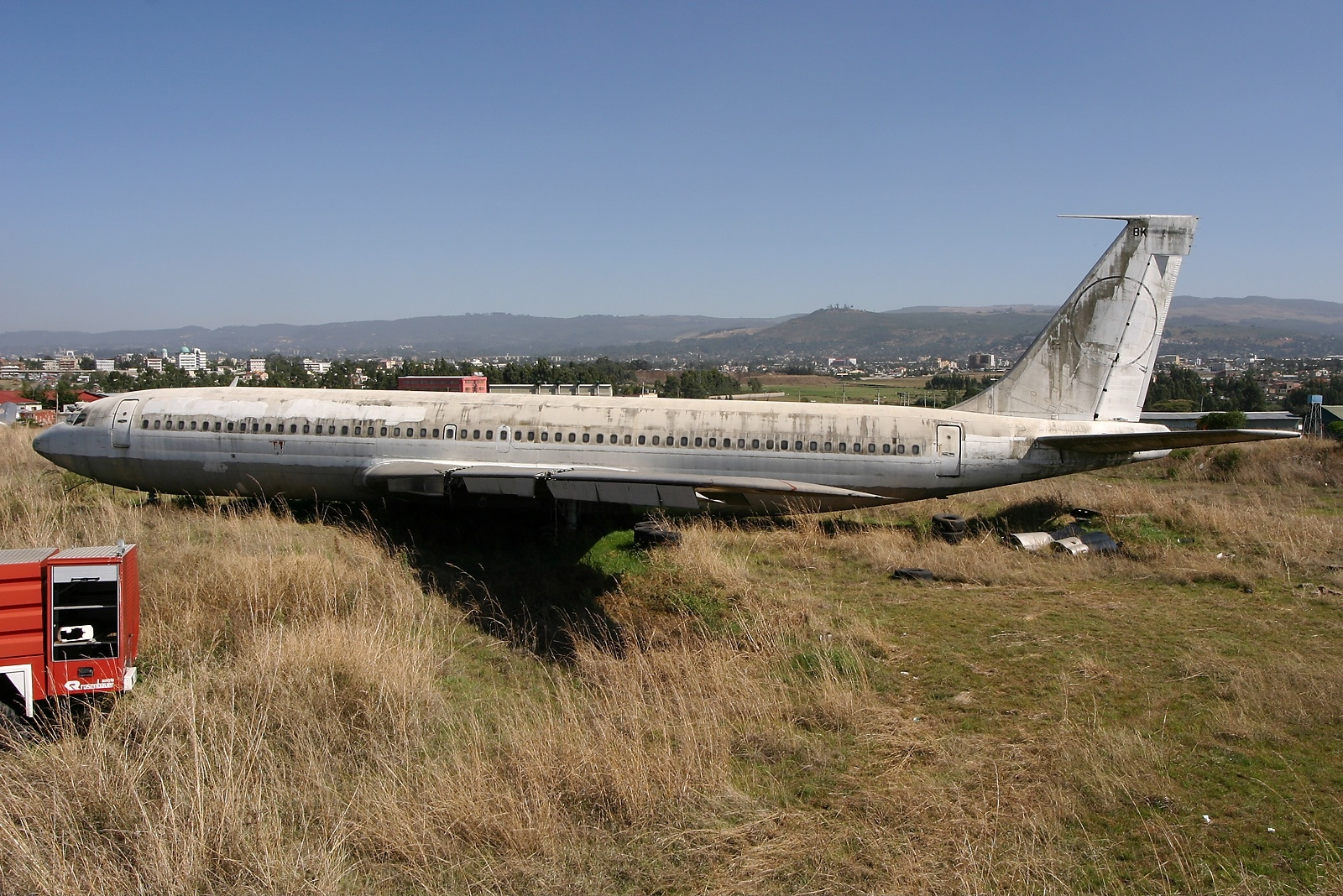
オーバーランしたB707（1989年）

- 1989年7月11日: ボレ国際空港を離陸したボーイング707-320B型機（機体番号：5Y-BBK）が降着装置不良のため同空港に引き返した際、滑走路をオーバーランした[5][6]。
- 2000年1月30日 : アビジャン発ラゴス経由ナイロビ行きの431便・エアバスA310-304型機（機体番号 : 5Y-BEN）が、アビジャン空港を離陸直後、空港の東方約2kmの大西洋上に墜落。搭乗していた乗員 10名・乗客 169名の計 179名のうち169名が死亡し、乗客 10名が生存した。「ケニア航空431便墜落事故」を参照。
- 2007年5月5日 : アビジャン発ドゥアラ経由ナイロビ行きの507便・ボーイング737-8AL型機（機体番号 : 5Y-KYA）が、上昇中にドゥアラ空港の南東 約5.5kmのカメルーン南部の熱帯雨林の湿地帯に墜落。搭乗していた乗員 9名・乗客 105名の計 114名全員が死亡した。「ケニア航空507便墜落事故」を参照。